# Fregeneda (kommun i Spanien)
Fregeneda är en kommun i Spanien.   Den ligger i provinsen Provincia de Salamanca och regionen Kastilien och Leon, i den västra delen av landet, 270 km väster om huvudstaden Madrid. Antalet invånare är 420.